# Guinea na Letních olympijských hrách 2008
Guinea se účastnil Letní olympiády 2008 v jediném sportu, kde jej zastupoval jediný sportovec.

## Taekwondo
Barry Mariama Dalanda